# 芹沢尚哉
芹沢 尚哉（せりざわ なおや、旧芸名：瀬戸 尚哉、1993年6月18日 - ）は、日本の俳優。栃木県出身。ルーセント所属。

## 来歴
2010年、第23回ジュノン・スーパーボーイ・コンテストのファイナリストとなる。ファイナリスト12人で「劇団JB」を結成し2011年5月に旗揚げ公演を行う。オフィスジュニアに所属後、2015年12月からサンズエンタテイメントに所属。それに伴い芸名を芹沢尚哉に変更。2023年末にサンズエンタテイメントを退所。2024年4月からルーセント所属。

## 出演

### テレビドラマ
- 所轄刑事7（2012年7月27日、フジテレビ）[8]
- 白虎隊〜敗れざる者たち（2013年1月2日、テレビ東京） - 西川勝太郎 役[9]
- 花嫁のれん 第4シリーズ（2015年1月5日 - 3月27日、東海テレビ） - 伊原純 役[10]
- お前はまだグンマを知らない（2017年、日本テレビ）[11]
- 半分、青い。（2018年、NHK総合） - 小柳 役[12]
- 庶務行員 多加賀主水が許さない5（2020年9月24日、テレビ朝日）‐ 島尾修 役[13]
- 3つの取調室〜埼玉愛犬家連続殺人事件〜（2020年10月4日、フジテレビ）- 小宮山 役[14]
- 大富豪同心 弐（2021年6月4日、NHK BSプレミアム）[15]

### 舞台
2011年
- 劇男JB
  - 旗揚げ公演（5月3日 - 5日、AQUA studio）
  - 第2回公演（8月26日 - 28日、AQUA studio）

2012年
- abc★赤坂ボーイズキャバレー三回表（8月21日 - 9月2日、赤坂ACTシアター 他） - 宇津木敏高 役

2013年
- IRONBANK Presents『魔法少女はミュージカルがお好き再宴』（3月）
- Blood Heaven〜第七天国Sad wings（4月、シアターグリーンBIG THREE THEATER） - ロイスター 役
- クラッシャーズラブソング（8月、俳優座劇場） - 安藤 役
- はっぴぃはっぴぃどりーみんぐプロデュース Vol.4『呪解伝』（10月11日 - 13日、明石スタジオ） - 津雲 役

2015年
- FLYING PIRATESネバーランド漂流記-featuringGUY’S（9月18日 - 23日、新宿村LIVE） - トゥートルズ 役

2016年
- Life pathfinder2016（7月16日 - 30日、吉祥寺シアター）
- 劇団たいしゅう小説家『湯もみガールズIII boy meets girl!』（8月17日 - 21日、萬劇場）
- 劇団たいしゅう小説家『LDKミディアム』（11月16日 - 20日、八幡山・ワーサルシアター）

2017年
- 聖地ポーカーズTRAD『ブレメン』（1月27日 - 29日、赤坂チャンスシアター）主演・黒場 役
- HOTEL死界覚（3月29日 - 4月2日、新宿村LIVE）
- ONE PIECE LIVE ATTRACTION "3" PHANTOM（4月29日 - 10月1日、東京タワー フットタウン内） - 主演・モンキー・D・ルフィ 役
- 爆走おとな小学生 勇者セイヤンの物語（仮）再演（11月8日 - 12日、CBGKシブゲキ!!） - スカンク 役

2018年
- ハダカ座公演 vol.1『ストリップ学園』（1月12日 - 20日、新宿FACE） -  朋美 役
- スペシャルな恋もベタにオンリー（2月20日 - 25日、コフレリオ新宿シアター） - ゲスト出演
- ミュージカル『しゃばけ』参（5月4日、シアターサンモール） - ゲスト出演
- おん・すてーじ『真夜中の弥次さん喜多さん』三重（6月21日 - 24日、シアターGロッソ） - 良怪成敦史 役
- 爆走おとな小学生『勇者セイヤンの物語〜ノストラダム男の大予言〜』（7月・CBGKシブゲキ!!） - シノノメ・ロゼ 役
- おとぎ裁判（9月27日 - 10月7日、俳優座劇場） - ロブ 役
- 爆走おとな小学生『魔法少女（？）マジカルジャシリカ』（11月7日 - 11日、シアターグリーン BIG TREE THEATER）
- ミュージカル座『ロイヤルホストクラブ』（12月6日 - 10日、IMAホール） 主演・芥川直木 役
- 極上文學『こゝろ』（12月13日 - 18日、紀伊國屋サザンシアター） - K 役
- 爆走おとな小学生『ヤキソバチルドレン』（12月28日 - 30日、新宿村LIVE）- 直樹 役

2019年
- 聖地ポーカーズ ACT of CTHULHU『HOPELESS』（4月3日 - 9日、築地本願寺ブディストホール） トリプル主演・喜多川 孝二郎 役
- 暁の帝 朱鳥の乱編（6月13日 - 23日、シアターグリーン BIG TREE THEATER）
- 新宿のありふれた夜（9月6日 - 11日、シアターΧ） - 功二 役
- 聖地ポーカーズ『eleven2019』（11月27日 - 12月1日、中目黒ウッディシアター）

2020年
- おとぎ裁判 第2審〜戦慄の誘拐パレード ビッグマウスにご用心♪〜（1月10日 - 19日、CBGKシブゲキ!!）-ロブ 役
- 浪漫活劇譚 艶漢 第四夜（2月16日 - 3月1日、シアターサンモール） - 漁火 役
- ハダカ座公演vol.2 『ストリップ海峡」』（3月 - 4月、新宿FACE）- 橘朋美 役※新型コロナウイルス感染拡大に伴い中止
- マジシャンズ・イン・バトルセンチュリー（4月29日 - 5月3日、シアターサンモール）※全公演中止
- おとぎ裁判 第3審〜魔法の豆はマネーまみれ キミのハートをジャックする♪〜（12月12日 - 19日、紀伊國屋サザンシアター TAKASHIMAYA） - ロブ 役

2021年
- AI懲戒師・クシナダ（12月1日 - 5日、CBGKシブゲキ!!）

2022年
- ミルクマンの朝は早い（1月26日 - 30日、こくみん共済 coop ホール / スペース・ゼロ）

2023年
- 時の物置（3月16日 - 21日、テアトルBONBON）
- 珈琲いかがでしょう（5月17日 - 21日、シアター1010） - 小比類巻 役
- ダブルブッキング-2023- （7月13日 - 23日、紀伊國屋ホール 他） - 長谷部国明 役
- かげきしょうじょ!!（10月18日 - 22日、こくみん共済 coop ホール / スペース・ゼロ） - 奈良田太一 役

2024年
- ワインガールズ（4月25日 - 5月2日、シアター1010） - 剣持要 役
- 幕が上がる（8月21日 - 9月14日、シアター1010 他）
- 最果てリストランテ（12月20日 - 24日、R'sアートコート）

2025年
- 呪術廻戦 -懐玉・玉折-（8月22日 - 9月7日〈予定〉、天王洲 銀河劇場 他） - コークン 役

### 映画
- BLOOD-CLUB DOLLS2（2020年）[57]
- ファストブレイク（2024年） - 加勢大策 役[58][59]

### 配信ドラマ
- スイートリベンジ（2021年、FOD）[60]